# Medet Txokanovitx Sadirkulov
Medet Txokanovitx Sadirkulov (kirguís: Медет Садыркулов)  (Kemin District, 13 de desembre de 1953 - 13 de març de 2009) va ser un politòleg i polític kirguís i excap de gabinet dels presidents Askar Akáiev i Kurmanbek Bakiev. També va ser ambaixador del Kirguizstan a l'Iran del 2000 al 2005.

## Biografia
Per part del seu pare, procedeix d'un clan kazakh "Shaprashty"; el seu avi Omurxai Sadirkulov va ser afusellat sota el mandat de Stalin com a "enemic del poble". Per part de la seva mare, és net del destacat líder del clan Soltin i manapa Duur Soorombayev, un activista del partit Alash que va participar en una àmplia labor benèfica i en la construcció d'escoles per als nens kirguisos i que va ser afusellat pels bolxevics en 1921.
El 1977 es va graduar al departament d'història de la Universitat Estatal del Kirguizstan i, més tard, es va esdevenir doctor en Ciències Polítiques.

### Carrera política
Va treballar en el Komsomol, després com a professor, estudiant de postgrau a temps complet i després com a professor al departament d'història del PCUS, després d'història política del segle XX a l'Institut Mèdic Estatal del Kirguizstan. Entre 1989-1990 va ser elegit i va treballar com a secretari del comitè del partit KGMI. Va guanyar les eleccions alternatives com a candidat autonominat, malgrat la resistència dels òrgans del partit de la capital de la república.
En 1991 va treballar en alts càrrecs de l'administració del seu país natal i entre 1992-1996 va estudiar diversos cursos sobre la gestió pública o temes relacionats a Turquia, els Països Baixos, Anglaterra, els Estats Units, Polònia i el Japó.
El 1995, va dirigir l'administració del districte de Pervomaisk de Bixkek i el va situar en primera posició a nivell estatal pel que fa els indicadors socioeconòmics i culturals. Entre el 1997-1999 va ser primer viceministre d'Hisenda, en què una de les seves competències era la direcció de la Inspecció Tributària Estatal del Kirguizstan.
El gener del 2009 va abandonar el seu lloc al govern de Bakiev, rebutjant una oferta per convertir-se en ministre d'Afers Estrangers del Kirguizstan, i va passar a participar activament en la política de l'oposició.

### Assassinat
Sadirkulov va ser assassinat juntament amb el seu xofer i un altre acompanyant cap a les 5 del matí del 13 de març de 2009 en el que, segons el govern, va ser un accident de trànsit accidental. El setembre de 2011 es va dictar una ordre de detenció contra Janish Bakiyev, germà de l'expresident i excap de la guàrdia presidencial, per l'assassinat per encàrrec de Sadirkulov. Juntament amb altres membres del clan Bakiyev, Janish viu actualment a Belarús, d'on les autoritats es neguen a extradir-lo. Sadirkulov tornava a la capital kirguís, Bixkek, des de la veïna Kazakhstan, on havia estat reunint suports per a l'oposició al govern. Sadirkulov tenia 55 anys.